# Sherlock Holmes: The Devil's Daughter
Sherlock Holmes: The Devil's Daughter est un jeu vidéo d'aventure développé par Frogwares, sorti sur Microsoft Windows, PlayStation 4 et Xbox One le 10 juin 2016. Il s'agit du huitième volet de la série de jeux Sherlock Holmes du développeur, d'où l'abréviation « Sherlock Holmes 8 » ou « SH8 » sous laquelle le jeu est parfois désigné.

## Trame

### Synopsis
Le jeu retrace les aventures de Sherlock Holmes et de John Watson à travers cinq enquêtes et un épilogue autour d'un même fil rouge. Les personnages principaux ont été grandement rajeunis pour devenir trentenaires.

### Personnages
Comme dans la plupart des jeux déjà sortis, le joueur incarne le célèbre détective Sherlock Holmes. Cependant, il est possible au cours de la partie de contrôler d'autres personnes. Le joueur est accompagné de son fidèle ami le docteur John Watson, son chien Tobby et sa chère fille Katelyn. Il rencontrera par la suite une certaine voisine nommée Alice...

## Doublage

### Doublage anglophone[1]
- Alex Jordan : Sherlock Holmes
- Andrew Wincott : Docteur John Watson
- Harry Myers : Inspecteur Lestrade
- Rachael Louise Miller : Katelyn Holmes
- Ashley Margolis : Wiggins

Voix additionnelles : Charlotte Moore, Christopher Ragland, Colin Mace, Dan Mersh, Emma Tate, Kevin Howarth, Martha Mackintosh, Rachel Atkins, Rob Rackstraw, Sam Taldeker et Steve Furst.

### Doublage francophone
- Gilles Morvan : Sherlock Holmes
- Yann Peira : Docteur John Watson
- Loïc Houdré : Inspecteur Lestrade
- Nathalie Bienaimé : Alice De'Bouvier

## Système de jeu
Le système du jeu fait immerger le joueur dans la tête du détective. Le joueur peut tirer le portrait d'une personne en la décrivant et en relevant les détails pour mieux comprendre les enquêtes. Il est aussi possible de faire des déductions à partir d'indices retrouvée ou de conversation. Pour certaines, le joueur doit reconstituer la scène du crime et imaginer les faits qui se sont déroulés.
Il y a aussi plusieurs phrases possibles à choisir au cours d'un dialogue et contrer certaines informations inexactes au vu des indices récupérés.
Il est possible de modifier l'apparence de Sherlock ses cheveux, sa barbe, afin de camoufler son identité comme pour des filatures.

## Développement
Le 6 mai 2015, sept mois après la sortie de Sherlock Holmes : Crimes et Châtiments, le studio de développement Frogwares annonce un huitième opus dont la sortie est prévue en 2016. Le 20 octobre 2015, le nouvel opus est baptisé Sherlock Holmes : The Devil's Daughter.
Le jeu garde le même moteur de jeu qu'utilisé dans l'épisode précédent, l'Unreal Engine 3. Les graphismes ne sont donc pas très différents si ce n'est les textures et les éclairages qui se voient améliorés. Les développeurs annoncent avoir modélisé une plus grande zone de jeu, de l'ordre de deux quartiers de Londres. Sans aller jusqu'au monde ouvert, le but est de donner une plus grande impression de liberté aux joueurs. Ces derniers peuvent ainsi se balader dans les rues de la capitale anglaise, ou rejoindre une scène de crime à pied, sans utiliser de déplacement rapide. Comme pour l'opus précédent, le jeu est composé de plusieurs enquêtes, cinq dans le cas présent, mais cette fois-ci, elles se retrouvent liées au sein d'une méta-histoire. Le gameplay reste le même, axé sur la collecte d'indices, les interrogatoires et la réflexion, mais il se voit enrichi de phases d'action plus nombreuses. Par exemple, le joueur incarne l'orphelin Wiggins dans une séquence de filature sur les toits de Londres. Pour la première fois, les développeurs proposent deux niveaux de difficulté : l'un « normal », l'autre « difficile »,.

## Promotion et distribution
La presse a un premier aperçu du jeu lors d'une présentation à la gamescom en août 2015. Le 20 octobre 2015, en même temps que le jeu est doté d'un nom, des premières images sont dévoilées. Une version alpha du jeu est jouable par la presse lors de la Paris Games Week en octobre 2015,. Le 9 février 2016, l'éditeur révèle la jaquette du jeu ainsi que la date de sortie européenne. La date de sortie Nord-Américaine n'a pas encore été définie.
Prévu au départ pour le 27 mai 2016, le jeu doit finalement sortir le 10 juin en Europe sur PC, PS4 et Xbox One

## Accueil
Le jeu recueille de bonnes critiques dans l'ensemble, quoique légèrement inférieures à Crimes and Punishement. La presse salue dans l'ensemble l'écriture des enquêtes, mais déplore le fait qu'il n'y en ai que quatre et non six (SH7). Le relooking des personnages principaux divise ainsi que la qualité de la VF, qui est la même de celle de la série Sherlock. La critique qui revient dans tous les tests reste la qualité technique, qui est en dessous des productions actuelles malgré des environnements jolis et colorés.